# Martinus Bouman (1858-1901)
Martinus Bouman, vaak aangeduid als Martinus J. Bouman (Den Bosch, 29 oktober 1858 – Gouda, 11 mei 1901) was een Nederlands componist en muzikant.
Hij was zoon van muzikant-militair Gijsbert Willem Bouman en diens tweede vrouw Catharine Elisabeth van der Hagen. Hij is broer van Leon C. Bouman en ook andere (half-)broers zoals Antoon Bouman gingen de muziek in. Hij was getrouwd met Alida Jacoba Hulstkamp. Hij was in het bezit van het erekruis Pro Ecclesia et Pontifice (1889), geschonken door Paus Leo XIII. Hij stierf na een lang ziekbed, waardoor hij de première van zijn tweede opera al moest missen. Zoon Martinus Bouman zou verzetsstrijder worden in de Tweede Wereldoorlog.
Martinus Bouman sr. kreeg zijn muziekopleiding van Herman van Bree en Richard Hol in Utrecht. Zijn loopbaan begon hij als muziekonderwijzer op het seminarie te Kuilenburg, werd organist in Den Bosch en vervolgens in Utrecht (1883, Augustinuskerk). In Utrecht was hij ook de leider van de Utrechtse mannenzangvereniging (1883-1889) In 1887 kon hij gaan werken als directeur van de muziekschool in Gouda, werd leider van de Goudsche zangvereniging en het zangkoor van de Sint-Jozefkerk aldaar.
Van zijn hand verscheen een aantal composities:
- opera De tempeliers (1896; tekst van Jac. Philippi), opgevoerd in Gouda, in 1898 bereikte het na een jaar vertraging een uitvoeringen door De Nederlandse Opera onder leiding van James Kwast te Amsterdam; een van de zangpartijen was specifiek geschreven voor Jos Orelio; na opmerkingen tijdens de eerste uitvoering in Amsterdam heeft de componist het slotdeel aangepast.
- opera Het meilief van Gulpen (tekst van Emil Coenders); haalde eveneens uitvoeringen bij de Nederlandse Opera in Amsterdam (1901)
- Leo-cantate, LEO XIII uit 1887 (tekst van Hendricus Franciscus van Maarseveen, de vader van Johannes Henricus van Maarseveen); voor solisten, mannen- en kinderkoor, orkest en orgel ad. Lib.; ter gelegenheid van het jubileum van Leo XIII (50-jarig priesterschap); uitgegeven door J.R. van Rossum te Utrecht
- Dramatische ouverture
- Mis, voor mannenkoor, solisten en orgel
- strijkkwartet
- liederen
- koorwerken
- pianowerken
- bewerkingen Liederboek voor Groot-Nederland van Coer.

- International Standard Name Identifier: 0000 0003 9478 8064
- Nederlandse Thesaurus van Auteursnamen: 183460278
- Virtual International Authority File: 289361946
- WorldCat: E39PBJmXJmx64C7XJq3dt7D8YP